# Naas
Naas (Nás na Ríogh ou An Nás em irlandês) é uma cidade da Irlanda e é situada no condado de Kildare. Possui 20.044 habitantes (censo de 2006).